# کاراپت داویتیان
کاراپت داویتیان (ارمنی: Կարապետ Դավիթյան؛ مقدونی: Гарабет Тавитјан؛ زادهٔ ۱۹۵۳) موسیقی‌دان، نوازنده ارمنی‌تبار اهل مقدونیه شمالی است. وی از سال ۱۹۷۶ میلادی تا کنون فعالیت می‌کند. داویتیان عضو گروه موسیقی راک Leb i sol می‌باشد. وی به عنوان یکی از کارکشته ترین و معتبرترین نوازنده درام درحال حاضر در مقدونیه شمالی شناخته می‌شود.

## زندگی‌نامه
در ۱۹۵۳ در اسکوپیه به دنیا آمد 

## دیسکوگرافی
- Гаро и Парамециум Live (МКП, МРТВ ۱۹۹۵)
- Live (SJF Records 1995)
- Гарабет Тавитијан (Gemini 2 1996)
- А бре, Македонче (Matav 2001)